# Adonisea constricta
Adonisea constricta är en fjärilsart som beskrevs av Edwards 1882. Adonisea constricta ingår i släktet Adonisea och familjen nattflyn. Inga underarter finns listade i Catalogue of Life.